# 4e Eio (shogi) 2018-2019
«Édition précédente (3)
4e Eio
Édition suivante (5)»
Le 4e Eio est un tournoi majeur du shogi professionnel japonais comptant pour la saison 2018-2019.
Le tenant du titre est Taichi Takami.
Les deux premières éditions n’étaient pas reconnues comme des tournois majeurs.

## Eiosen Nanaban Shobu
Le quatrième championnat Eio a opposé le tenant du titre Taichi Takami et son challenger Takuya Nagase vainqueur de l'Honsen tonamento au meilleur des sept parties.
Cette finale s'est déroulée du 6 avril 2019 au 11 mai 2019.
Takuya Nagase s'est emparé du titre par 4 victoire à 0.
| Takuya Nagase 永瀬 拓矢               | Takuya Nagase 永瀬 拓矢 | Takuya Nagase 永瀬 拓矢                                 | Takuya Nagase 永瀬 拓矢                                 | Takuya Nagase 永瀬 拓矢                                 | Takuya Nagase 永瀬 拓矢                                 | Takuya Nagase 永瀬 拓矢                                 | Takuya Nagase 永瀬 拓矢                                 | Takuya Nagase 永瀬 拓矢                                 | Takuya Nagase 永瀬 拓矢                                 | Takuya Nagase 永瀬 拓矢 |
| Partie                                | Date                    | Sente                                                   | Sente                                                   | Né en                                                   | Gote                                                    | Gote                                                    | Né en                                                   | Takami                                                  | Nagase                                                  | Lieu                    |
| ------------------------------------- | ----------------------- | ------------------------------------------------------- | ------------------------------------------------------- | ------------------------------------------------------- | ------------------------------------------------------- | ------------------------------------------------------- | ------------------------------------------------------- | ------------------------------------------------------- | ------------------------------------------------------- | ----------------------- |
| 1                                     | 06/04/2019              | Takuya Nagase                                           | 永瀬 拓矢                                               | 1992                                                    | Taichi Takami                                           | 髙見 泰地                                               | 1993                                                    | 0                                                       | 1                                                       | Taipei Taiwan           |
| 2                                     | 13/04/2019              | Taichi Takami                                           | 髙見 泰地                                               | 1993                                                    | Takuya Nagase                                           | 永瀬 拓矢                                               | 1992                                                    | 0                                                       | 2                                                       | Shari                   |
| 3                                     | 04/05/2019              | Takuya Nagase                                           | 永瀬 拓矢                                               | 1992                                                    | Taichi Takami                                           | 髙見 泰地                                               | 1993                                                    | 0                                                       | 3                                                       | Nagasaki                |
| 4                                     | 11/05/2019              | Taichi Takami                                           | 髙見 泰地                                               | 1993                                                    | Takuya Nagase                                           | 永瀬 拓矢                                               | 1992                                                    | 0                                                       | 4                                                       | Hiroshima               |
| 5                                     | 25/05/2019              | NON DISPUTÉ Takuya Nagase s'étant déjà empare du titre. | NON DISPUTÉ Takuya Nagase s'étant déjà empare du titre. | NON DISPUTÉ Takuya Nagase s'étant déjà empare du titre. | NON DISPUTÉ Takuya Nagase s'étant déjà empare du titre. | NON DISPUTÉ Takuya Nagase s'étant déjà empare du titre. | NON DISPUTÉ Takuya Nagase s'étant déjà empare du titre. | NON DISPUTÉ Takuya Nagase s'étant déjà empare du titre. | NON DISPUTÉ Takuya Nagase s'étant déjà empare du titre. | Kofu                    |
| 6                                     |                         | NON DISPUTÉ Takuya Nagase s'étant déjà empare du titre. | NON DISPUTÉ Takuya Nagase s'étant déjà empare du titre. | NON DISPUTÉ Takuya Nagase s'étant déjà empare du titre. | NON DISPUTÉ Takuya Nagase s'étant déjà empare du titre. | NON DISPUTÉ Takuya Nagase s'étant déjà empare du titre. | NON DISPUTÉ Takuya Nagase s'étant déjà empare du titre. | NON DISPUTÉ Takuya Nagase s'étant déjà empare du titre. | NON DISPUTÉ Takuya Nagase s'étant déjà empare du titre. | Kofu                    |
| 7                                     | 01/06/2019              | NON DISPUTÉ Takuya Nagase s'étant déjà empare du titre. | NON DISPUTÉ Takuya Nagase s'étant déjà empare du titre. | NON DISPUTÉ Takuya Nagase s'étant déjà empare du titre. | NON DISPUTÉ Takuya Nagase s'étant déjà empare du titre. | NON DISPUTÉ Takuya Nagase s'étant déjà empare du titre. | NON DISPUTÉ Takuya Nagase s'étant déjà empare du titre. | NON DISPUTÉ Takuya Nagase s'étant déjà empare du titre. | NON DISPUTÉ Takuya Nagase s'étant déjà empare du titre. | Shizuoka                |
| Takuya Nagase bat Taichi Takami 4 - 0 |                         |                                                         |                                                         |                                                         |                                                         |                                                         |                                                         |                                                         |                                                         |                         |

## Honsen Tonamento
l'Honsen (tournoi principal) a réuni 24 compétiteurs. 
| Qualité                      |                    |            |      |                    |                    |                 |                |               |
| ---------------------------- | ------------------ | ---------- | ---- | ------------------ | ------------------ | --------------- | -------------- | ------------- |
| Tournoi des neuf dan A-gumi  | Koichi Fukaura     | 深浦康市   | 1972 | Koichi Fukaura     | Koichi Fukaura     | Koichi Fukaura  | Masataka Goda  | Takuya Nagase |
| Tournoi des huit dan C-gumia | Ayumu Matsuo       | 松尾歩     | 1980 | Ayumu Matsuo       | Yasumitsu Sato     | Koichi Fukaura  | Masataka Goda  | Takuya Nagase |
| Tournoi des neuf dan B-gumi  | Yasumitsu Sato     | 佐藤康光   | 1969 | Yasumitsu Sato     | Yasumitsu Sato     | Koichi Fukaura  | Masataka Goda  | Takuya Nagase |
| Tournoi des neuf dan C-gumi  | Masataka Goda      | 郷田真隆   | 1971 | Masataka Goda      | Masataka Goda      | Masataka Goda   | Masataka Goda  | Takuya Nagase |
| Tournoi des cinq dan B-gumi  | Ryuma Tonari       | 都成竜馬   | 1990 | Ryuma Tonari       | Masataka Goda      | Masataka Goda   | Masataka Goda  | Takuya Nagase |
| Tournoi des neuf dan D-gumi  | Kazuki Kimura      | 木村一基   | 1973 | Kazuki Kimura      | Kazuki Kimura      | Masataka Goda   | Masataka Goda  | Takuya Nagase |
| Demi-finaliste Honsen 3e Eio | Tadahisa Maruyama  | 丸山忠久   | 1970 | Tadahisa Murayama  | Tadahisa Murayama  | Takuya Nagase   | Takuya Nagase  | Takuya Nagase |
| Tournoi des six dan A-gumi   | Yusuke Toyama      | 遠山雄亮   | 1979 | Yusuke Toyama      | Takuya Nagase      | Takuya Nagase   | Takuya Nagase  | Takuya Nagase |
| Tournoi des sept dan A-gumi  | Takuya Nagase      | 永瀬拓矢   | 1992 | Takuya Nagase      | Takuya Nagase      | Takuya Nagase   | Takuya Nagase  | Takuya Nagase |
| Tournoi des six dan B-gumi   | Takuma Oikawa      | 及川拓馬   | 1987 | Takuma Oikawa      | Takuma Oikawa      | Takuma Oikawa   | Takuya Nagase  | Takuya Nagase |
| Tournoi des six dan C-gumi   | Yasuhiro Masuda    | 増田康宏   | 1997 | Yasuhiro Masuda    | Takuma Oikawa      | Takuma Oikawa   | Takuya Nagase  | Takuya Nagase |
| Tournoi des huit dan A-gumi  | Takanori Hashimoto | 橋本崇載   | 1983 | Takanori Hashimoto | Takanori Hashimoto | Takuma Oikawa   | Takuya Nagase  | Takuya Nagase |
| finaliste du 3e Eio-sen      | Kōta Kanai         | 金井恒太   | 1986 | Kota Kanai         | Kota Kanai         | Shintaro Saito  | Akira Watanabe | Tatsuya Sugai |
| Tournoi des sept dan C-gumi  | Sota Fujii         | 藤井聡太   | 2002 | Sota Fujii         | Shintaro Saito     | Shintaro Saito  | Akira Watanabe | Tatsuya Sugai |
| Tournoi des sept dan B-gumi  | Shintaro Saito     | 斎藤慎太郎 | 1993 | Shintaro Saito     | Shintaro Saito     | Shintaro Saito  | Akira Watanabe | Tatsuya Sugai |
| Tournoi des sept dan A-gumi  | Yugo Takeuchi      | 竹内雄悟   | 1987 | Yugo Takeuchi      | Akihito Hirose     | Akira Watanabe  | Akira Watanabe | Tatsuya Sugai |
| Tournoi des quatre dan       | Akihito Hirose     | 広瀬章人   | 1987 | Akihito Hirose     | Akihito Hirose     | Akira Watanabe  | Akira Watanabe | Tatsuya Sugai |
| Kio                          | Akira Watanabe     | 渡辺明     | 1984 | Akira Watanabe     | Akira Watanabe     | Akira Watanabe  | Akira Watanabe | Tatsuya Sugai |
| Demi-finaliste Honsen 3e Eio | Hisachi Namekata   | 行方尚史   | 1973 | Hisachi Namekata   | Hisachi Namekata   | Tatsuya Sugai   | Tatsuya Sugai  | Tatsuya Sugai |
| Ōi                           | Tatsuya Sugai      | 菅井竜也   | 1992 | Tatsuya Sugai      | Tatsuya Sugai      | Tatsuya Sugai   | Tatsuya Sugai  | Tatsuya Sugai |
| Ryuo                         | Yoshiharu Habu     | 羽生善治   | 1970 | Yoshiharu Habu     | Tatsuya Sugai      | Tatsuya Sugai   | Tatsuya Sugai  | Tatsuya Sugai |
| Meijin                       | Amahiko Sato       | 佐藤天彦   | 1988 | Amahiko Sato       | Amahiko Sato       | Hiromu Watanabe | Tatsuya Sugai  | Tatsuya Sugai |
| Oza                          | Taichi Nakamura    | 中村太地   | 1988 | Taichi Nakamura    | Amahiko Sato       | Hiromu Watanabe | Tatsuya Sugai  | Tatsuya Sugai |
| Tournoi des cinq dan A-gumi  | Hiromu Watanabe    | 渡辺大夢   | 1988 | Hiromu Watanabe    | Hiromu Watanabe    | Hiromu Watanabe | Tatsuya Sugai  | Tatsuya Sugai |

## Rang
| Kishi     | Kishi           | Kishi | Né en |  |  |  |  |
| --------- | --------------- | ----- | ----- |  |  |  |  |
| Vainqueur | Takuya Nagase   |       |       |  |  |  |  |
| Finaliste | Taichi Takami   |       |       |  |  |  |  |
| Troisième | Tatsuya Sugai   |       |       |  |  |  |  |
| 4         | Akira Watanabe  |       |       |  |  |  |  |
| 5         | Masataka Goda   |       |       |  |  |  |  |
| 6         | Koichi Fukaura  |       |       |  |  |  |  |
| 7-9       | Shintaro Saito  |       |       |  |  |  |  |
| 7-9       | Takuma Oikawa   |       |       |  |  |  |  |
| 7-9       | Hiromu Watanabe |       |       |  |  |  |  |
| 10        | Yasumitsu Sato  |       |       |  |  |  |  |
| 11        | Amahiko Sato    |       |       |  |  |  |  |
| 12        | Akihito Hirose  |       |       |  |  |  |  |
| 13        |                 |       |       |  |  |  |  |
| 14        |                 |       |       |  |  |  |  |
| 15        |                 |       |       |  |  |  |  |